# Maków Mazowiecki
Maków Mazowiecki (udtale: [ˈmakuf mazɔˈvʲɛt͡skʲi] (Yiddish: מאקאוו, romanized: Makov)  er en by der ligger i det østlige, centrale Polen, i den nordlige centrale del af voivodskabet Masovien (Województwo mazowieckie) og har 9.173(2021) indbyggere og et areal på 10,3 km². Den er en del af powiatet (amt) Maków.

## Historie
Byen fik sit bycharter i 1421. Det var en polsk kongeby, administrativt beliggende i Masoviske Voivodeskab i  provinsen Storpolen  i Kongeriget Polens krone.
Den 19. august 1920 blev der udkæmpet et slag i nærheden,  under den polsk-sovjetiske krig.